# Baie de Mzouazia
La baie de Mzouazia est l'une des baies de l'océan Indien formée par la côte sud de l'île principale de Mayotte, soit Grande-Terre.